# Jalousie (psychanalyse)
Pour les articles homonymes, voir Jalousie (homonymie).
En psychanalyse, la jalousie est un complexe de sentiments et d'idées ordinaires, projetées ou délirantes concernant l'infidélité présumée de son objet d'amour.

## Chez Freud
La forme normale de jalousie est inhérente à la rivalité œdipienne et est abordée par Freud dès les Études sur l'hystérie et L'interprétation des rêves (rêve de la belle bouchère). Plus tard, Freud repère des aspects pathologiques de la jalousie chez un cas de paranoïa, le Président Schreber (1911). Ce n'est qu'en 1922 qu'il étudie différentes formes de la jalousie, normale, projetée et délirante dans son texte Sur quelques mécanismes névrotiques dans la jalousie, la paranoïa et la jalousie.
Suivant Françoise Coblence et Jean-Luc Donnet, « la jalousie, au même titre que le deuil, appartient aux états d’affects normaux, et son absence correspond à un refoulement intense qui la rend d’autant plus agissante dans la vie d’âme ». Ils soulignent que selon Freud les trois couches sont ainsi stratifiées et que la jalousie délirante comprend toujours aussi les deux précédentes : 
- la jalousie normale enracinée dans l’infantile œdipien « est faite de deuil, de douleur à la perte supposée, d’atteinte narcissique, de colère contre le rival avec, souvent, une pointe d’autoaccusation ». Elle est potentiellement vécue bisexuellement, comportant l'amour pour le rival et l'identification à l'infidèle ;
- la jalousie projetée a sa source dans la propre infidélité du sujet, refoulée et projetée sur l'objet d'amour ;
- la jalousie délirante a sa source dans la tentation à l'infidélité mais concerne un objet du même sexe, elle est enracinée dans l'homosexualité.

Cependant, précise F. Coblence, « la distinction claire des formes de jalousie s’ouvre aussitôt à la complexité des transitions et mélanges, en relativisant l’opposition normal-pathologique ».

## Chez Lacan
Dans Les formations de l'inconscient, Lacan reprend la phrase de Freud « ce n'est pas moi qui l'aime, c'est elle » et propose « la structure du désir de jalousie, c'est justement d'attribuer à l'Autre un désir qui est cette sorte de désir esquissé, ébauché dans l'imaginaire, qui est celui du sujet. - [ébauché mais non réalisé chez le psychotique car] nulle part ne s'est produit cette métaphore essentielle qui donne au désir de l'Autre ce signifiant primordial [qu'est le phallus] ». Selon les auteurs du Dictionnaire de la psychanalyse, l'apport de Lacan permet de comprendre et conceptualiser la jalousie selon l'axe imaginaire et l'axe symbolique : dans le premier cas il s'agit de la relation en miroir du moi et de l'autre (l'image de complétude fondatrice du désir est convoquée) alors que dans le deuxième cas elle introduit le tiers dans la relation amoureuse et rend compte de la source œdipienne.

### Délire de jalousie
Le délire de jalousie, (avec le délire d'érotomanie et délire de revendication), est une des trois formes des délires passionnels décrits par Clérambault. « Le tiers introduit entre les partenaires est un rival, et c'est sur son image que se projettent ressentiment et haine accumulés par les frustrations dont a souffert ou souffre le délirant jaloux ». Freud développe en 1911 à propos du cas Schreber la thèse selon laquelle la paranoïa est une défense contre la motion homosexuelle « moi (un homme), je l'aime (lui un homme) ». Il reprend cette formule en 1922 pour théoriser la jalousie délirante « je ne l'aime pas, c'est elle qui l'aime ». Le désir d'infidélité est projeté et en même temps s'adresse vers le tiers introduit entre les partenaires, tiers du même sexe. Selon Lacan, dans cette clinique de l'imaginaire, le pacte symbolique fait défaut, il s'agit d'une relation du moi en miroir où le tiers, ou le signifiant primordial nécessaire pour accéder à la signifiance phallique, est exclu.
Le psychanalyste Daniel Lagache dans son livre sur La jalousie amoureuse, propose de comprendre la jalousie « comme un mode relationnel caractérisé par des mécanismes qui lui sont propres » alors que le degré de pathologie dépend de l'organisation psychique dans laquelle le mécanisme prend place. Trois éléments participent à la constitution de l'amour jaloux : l'avidité insatiable, la passivité et un engagement total. La passion amoureuse qui en résulte serait le prototype d'un mode relationnel fusionnel visant à récréer la relation duelle primitive.